# Otríades
Otríades (en griego antiguo: Ὀθρυάδης) u Otríadas (en griego antiguo: Ὀθρυάδας) fue el último espartano superviviente de los 300 espartanos seleccionados para luchar contra 300 argivos en la batalla de los 300 campeones. Avergonzado por sobrevivir a sus compañeros, se suicidó en el campo de batalla tras terminar el combate.

## Biografía
Espartanos y argivos luchaban por el control de Tirea. En lugar de comprometer a todos sus ejércitos en el campo de batalla, espartanos y argivos acordaron que 300 soldados de cada bando librarían la batalla, y el bando que ganara se quedaría con la tierra. Otríades fue uno de los 300 soldados espartanos seleccionados para luchar contra los 300 soldados argivos. Los dos ejércitos principales se retiraron a sus propios territorios antes de que comenzara la batalla, porque si los ejércitos permanecían cerca sus soldados podrían prestar ayuda a sus compañeros si les veían perder.
Ninguno de los dos bandos pudo obtener ventaja en la batalla y, al final, sólo tres soldados de los 600 sobrevivieron a la batalla: Otríades, por los espartanos, y Alcenor y Cromio, por los argivos. Tras la batalla, los dos argivos supervivientes abandonaron el campo para informar de su victoria. Otríades, por su parte, se quedó y saqueó los cuerpos de los argivos caídos (como era costumbre).
Al día siguiente, el ejército espartano y el argivo regresaron para ver quién había sido el vencedor, pero cada bando se atribuyó la victoria: los argivos porque habían sobrevivido más argivos y los espartanos porque los argivos se habían retirado. El desacuerdo dio lugar a una lucha general entre los ejércitos en la que los espartanos fueron los vencedores. Otríades, avergonzado de regresar a Esparta como único superviviente de los 300, se suicidó en el campo de batalla.

## En arte
- Otríades el Espartano, Moribundo, es una escultura de Johan Tobias Sergel en la Colección de Esculturas del Norte de Europa del Louvre.[4]
- Otríades moribundo es una escultura de David d'Angers en el Musée des Beaux-Arts d'Angers.[5]

## En literatura
- Ovidio menciona a Otríades en Fastos II.663.[6]
- En la Antología griega hay algunos poemas dedicados a la batalla y a Otríades.[7][8][9]